# محاصره اوشی
محاصره اوشی (به ژاپنی: 忍城の戦い Oshi-jō no tatakai) یکی از جنگ‌های بسیار تویوتومی هیده‌یوشی علیه خاندان هوجوی اخیر در طول دوره سنگوکو در ژاپن بود.